# Anestesia (banda)
Anestesia es un grupo de crossover thrash y hardcore punk procedente de Zarauz (País Vasco). Se formó en 1988 y permanecen en activo, a pesar de haber sufrido largos periodos de inactividad debido a la militancia de Mikel Kazalis en grupos como Negu Gorriak o Kuraia.
Comenzaron cantando en castellano en la primera y segunda demo (aunque, en la segunda, también había temas en euskera). En estas dos demos, era el propio Mikel quien cantaba. Para su primer EP, Toki Berean (1991), ya habían dado el paso de cantar completamente en euskera. Todos los discos los grabaron con Esan Ozenki, discográfica creada por Mikel y sus cuatro compañeros de Negu Gorriak.
Con motivo del cierre de Metak, heredera de Esan Ozenki, el grupo optó por editar Terapia en Bonberenea Ekintzak, el proyecto cultural de la casa okupada de Tolosa. Con ese mismo sello editaron en 2015 su disco Zirkulutik Espiralera. En 2018 celebraron el 25 aniversario de su primer LP, Gorrotoaren Ahotsa, editando una versión remasterizada y en vinilo de ese disco, y realizando una mini gira especial por Euskal Herria.

## Miembros
- Mikel Kazalis - guitarra y voz.
- Ibon Esteibar - voz.
- Daniel Aizpurua - bajo.
- Imanol Beloki - batería

### Miembros anteriores
- Carlos Díaz "Txarly": bajo.
- Alberto Suris "Nil": Voz, bajo

## Discografía

### Álbumes
- Gorrotoaren Ahotsa (Esan Ozenki, 1993).
- Erantzun (Esan Ozenki, 1995).
- Gu (Esan Ozenki, 1997).
- Ultra-komunikatzen (Esan Ozenki, 2000).
- Terapia (Bonberenea Ekintzak, 2006).
- Zirkulutik Espiralera (Bonberenea Ekintzak, 2015).

### Singles y EP
- Toki Berean (Esan Ozenki, 1991). EP.

### Maquetas (Demos)
- Anestesia cerebral (autoedición, 1989)
- Moralidad (autoedición, 1990)

### Participaciones en recopilatorios
- «Agur», en Esan Ozenki 1991-1994 (Esan Ozenki, 1994).
- «Hilobia lantzen», en Independentzia 5 Urtez (Esan Ozenki, 1996).
- «Eutanafrika», en Elkartasun eguna 2000, (2000).
- «Ultra-komunikatzen», en Independentzia 10 Urtez (Esan Ozenki, 2001).